# Aanden i Naturen
Aanden i Naturen er en bog skrevet af H.C. Ørsted. Bogen udkom første gang i 1849-50 i to dele og blev hurtigt genoptrykt, således 3. udgave allerede i 1856. Bogen blev oversat til de europæiske hovedsprog. Bogen består af en lang række tekster, som Ørsted havde skrevet, og som på forskellige måder behandlede forholdet mellem naturvidenskab på den ene side og kristendom på den anden. Som de fleste andre forskere på sin tid var Ørsteds tænkning gennemsyret af romantikken, der opfattede videnskabens resultater som en bekræftelse af, at naturen er gennemsyret af fornuftslove (naturlove vil man kalde dem i dag), som vidner om styring af en højere intelligens, nemlig Gud.
Bogen udkom kun få år før, at der for alvor skulle blive rejst spørgsmål ved denne grundtanke eller filosofi. I 1859 udgav Charles Darwin bogen The Origin of Species by Means of Natural Selection, der hævdede, at der ikke fandtes nogen styring af det levende liv, og at enhver udvikling beroede på tilfældigheder, og omtrent samtidig fik blandt andet den moderne geologi sit gennembrud, hvorved tolkningen af Bibelen som bevis for, at verden var blevet skabt blot ca. 6000 år tidligere fik et grundskud. Denne udvikling oplevede Ørsted aldrig selv; han døde i 1851.

## Baggrund
Ligesom sin bror havde H. C. Ørsted en varm interesse for alle livets sider. Hans studie af naturen var derfor ikke kun indskrænket til fordybelsen i konkrete enkeltsager; men ligesom han med forkærlighed dvælede ved de store almene grundspørgsmål, udvidede hans granskning sig efterhånden uvilkårlig til at skabe en hel naturfilosofi, eller endda et helt tilværelsessystem, hvori intet væsentligt var oversprunget. Hele hans tidsånd havde retning mod det altomfattende; den romantiske naturfilosofi havde vundet indpas i Tyskland, og i hans tidlige arbejde var Ørsted også til dels blevet tiltrukket af denne retning. Men det gik med ham som med Adam Oehlenschläger og F.C. Sibbern: der var for meget sandhed og sundhed i det danske samfund allerede dengang, til at retningen med alle dens udskejelser kunne vinde indpas her. Ørsted blev aldrig naturfilosof i tysk forstand, men lærte hurtigt at skelne mellem, hvor langt tanken virkelig kunne føre os, og hvor den subjektive fantasi begyndte. Han fremhævede konstant med stor bestemthed, at vi altid måtte begynde med iagttagelse og forsøg og om muligt også helst efterprøve de følgende resultater på samme måde, før det kunne afgøres som faktum.
Det var den excentriske tyske forsker Ritter, der delagtiggjorde Ørsted i den naturanskuelse, at naturkræfterne ikke er adskilte og særprægede enheder knyttede til enkeltstående fænomener, men at de tværtimod tilsammen udgør en afrundet helhed, forde de alle i sidste ende hidrører fra samme skabende kraft. Naturens enhed er ikke som et mekanisk system, men som en levende organisme, der på mangfoldig vis er forbundet med den menneskelige virksomhed. Mennesket selv er et væsen fra naturen og underkastet dens love, blot med den forskel, at mennesket har bevidsthed herom.

## Ånden i naturen
På denne måde udformede Ørsted sig efterhånden den totale verdensopfattelse, han formulerede i skrifter, som for en dels vedkommende samlede i Aanden i Naturen (1850), flere afhandlinger om det skønne osv. Det solide naturvidenskabelige grundlag, hvorfra han gik ud, og den omhyggelige tænkning, hvormed han arbejdede sig videre frem, bestandig standsende i tide, gør, at hele hans system endnu den dag i dag i alle væsentlige træk må erkendes for rigtigt, omend en nyere tid end hist og her ville bruge andre udtryk.

### Det Aandelige i det Legemlige
I afhandlingen Det aandelige i det legemlige viste han, hvorledes det legemlige i sig selv er det forgængelige og omskiftelige, medens det væsentlige i det er de love, hvorefter alle dets virkninger foregå. Da vi ad tankens vej kunne finde en mængde af disse love, kunne de også kaldes fornuftlove eller naturtanker. De er ikke blot tænkte af os; men de have realitet naturen som virkende kræfter. Hele tilværelsen er således et fornuftrige, værk og åbenbaring af den levende alfornuft, Guddommen.

### Naturlovenes universalitet
I andre afhandlinger i Aanden i Naturen påviste Ørsted hvorledes, de sjælelige grundevner væsentlig må være de samme overalt i tilværelsen. En beboer på Jupiter må komme til den samme naturopfattelse som jordbeboeren. Også skønhedslovene og de moralske love må væsentlig være ens i hele universet. Om det skønnes væsen handlede adskillige af Ørsteds større og mindre afhandlinger. Han var i grundtrækkene enig med Kant; men hans naturvidenskabelige indsigter gjorde ham det muligt på flere områder at føre teorien videre og anvende den indgående på forskellige konkrete tilfælde, hvorved han gav grundlaget for en virkelig æstetik, der ikke som så mange forfatteres indskrænker sig til blot at være en række lyrisk-subjektive formeninger om det behandlede digterværk, maleri eller deslige, men tværtimod gav en virkelig objektiv analyse af skønhedsfølelsens opståen.

#### Etikken
Også samtlige grundtræk af en etik og en religionsfilosofi vil man finde i hans afhandlinger. Det er vor etiske opgave at få vor vilje og vort liv til at stemme med den evige fornuft. Han tilskriver mennesket en begrænset frihed, men mener ikke, at guddommen af den grund nogensinde behøver at gribe vilkårlig ind i verdensløbet. Denne ytring førte ham til en interessant strid med biskop Jacob Peter Mynster (Aanden i Naturen, 2. del), ligesom han af og til på andre punkter måtte forsvare sine religiøse anskuelser over for samtidens teologi.

### Overtro, vantro og naturvidenskaben
Blandt Ørsteds bedste afhandlinger må fremhæves "Overtro og Vantro i deres forhold til Naturvidenskaben". Ørsted indledte her med at give sin definition på begreberne overtro og vantro:
"Ingen vil beskylde den for Overtro, der har fæstet Lid til endeel falske Efterretninger, som i sig selv ingen Urimelighed indeholde; man vil blot kalde ham lettroende. ...Den derimod, som indbilder sig, at Noget kan virke i Naturen anderledes end efter dens Love, ham kalde vi overtroisk."
Han udviklede dette med denne betragtning:
"Naturlovene ere evige Fornuftslove; at kjende dem, er at kjende Naturens uendelige Fornuftssamenhæng..."
Om vantroen sagde han:
"Denne er et Hang til at forkaste al den umiddelbare Vished, der ikke hidrører fra de sandselige Indtryk, og til ikkun at bygge al sin Overbeviisning paa disse og paa Forstandens Udsagn."
Efter en nøjere udredning af både vantroens og overtroens svagheder sluttede Ørsted med følgende pragtfulde sammenfatning:
"...Vantroen bestaar i et Hang til at forkaste det, som Mennesker pleier at antage om aandelige Ting, forsaavidt man kun tilegner sig dette ved en umiddelbar, indre Sands, og ikke beviser det ved Tænkningen; den opstaaer i Anledning af de Talrige Tilfælde, hvor Videnskabens Opdagelser gjendrive de Meninger, man uden Undersøgelser havde antaget. Vel gjendrives ligeledes i Undersøgelsernes Løb mange Meninger, hvortil man var kommen ved tidligere Undersøgelser; men her er det Tænkningen, som selv retter sine Vildfarelser, ei at tale om, at det i en lang Række af Menneskealdere især blive Overtroens Vildfarelser, Tænkningen faaer rette. Det er naturlig, at dette avler Tvivl mod den hele Kundskabsart, som saa hyppigt gribes i Vildfarelse; Tvivlen gaaer let over i Mistro. Mistroen hos Mange til et overvættes Hang til at forkaste; hertil kommer en forhøiet Følelse af Tænkningens Magt, som i sig selv er en saa herlig Følelse, men hos Mange udarter til Overmod. Den Frihedsfølelse, som opstaaer ved saa mangfoldige Befrielser fra Naturtvang, udarter ikke mindre hos Andre til en vild Frihedslyst, der foragter enhver Skranke; alt efter disse Udartningers Grader udspringer heraf en Forkastelse af al Religion, en indbildt Viisdom, som troer at kunne hæve sig over Dyds- og Pligtbegreberne, endskøndt man ret gjerne seer, at andre svagere Aander rette sig derefter; at Poesien ikke blomstrer ved en saadan Opfatningsmaade, seer man let. Vantroens Tilhængere bestyrkes ofte meget i deres Vildfarelse ved den Uforstand, som Overtroens Venner sætte imod dem: denne gaaer let over til Forfølgelse, som giver Vildfarelsen en vis høi Værdighedsfølelse, baade derved, at Forstanden maa foragte al Vold, som vil træde i stedet for Overbeviisningsmidler, og ved den Bevidsthed at lide for Sandheden. Der gives et vist Udviklingsstade, hvori det tillige er de mest høitbegavede Aander, som kraftigt ivre mod Overtroen, og derved let lade sig henrive til visse Yderligheder, der vel ikke selv ere Vantroens Værk, men let give Anledning til, at saadanne Mænd i Tidernes Forvirring og under Partikampene synes at staae paa Vantroens Side; men forsaavidt Vantroen faaer Overvægt i en Tidsalder, gaaer denne sin fordærvelse imøde: Sædeligheden undergraves, og ringeagtes siden: Alle de hemmelige Baand, som sammenholde Familien og Statssamfundet, opløses. Alt Helligt forhaanes: Vantroen faaer selv sin Forfølgelsesaand, som Overtroen havde sin; men denne Tilstand bærer Spiren til sin Undergang i sig selv; dersom de aandelige Kræfter ikke formaae at hæve den, endes den ved store Omvæltninger og Gjenfødelser af Samfundet, hvilke, som bekjendt, medføre saadanne Fødselsveer, at de kunne betragtes som uhyre Straffedomme over Udartningerne.
Det forstaaer sig, at hverken Vantroen eller Overtroen i nogen Tidsalder vinder et et udelukkende Herredømme. Den vort Væsen iboende Fornuft i Forening med hele Omverdenens belærende Indvirkbning paa os udretter, at Fleerheden af Menneskene ikke ganske hengive sig til nogen af de to Eensidigheder, omendskjøndt ikkun Faa ere istand til fuldkomment at holde sig frie for dem. der er saaledes ved en høiere Naturindretning sørget for, at det Onde ikke faaer uindskrænket Overmagt; men at der levnes Spirer til ny og ædlere Udviklinger, selv naar et Onde er voxet til en saadan Magt, at store Omvæltninger ere fornødne."
Om "Naturvidenskabens Virkemaade mod Overtroen" siger Ørsted rammende, at den:
"først virker ved at tilintetgjøre overtroiske Indbildninger, dernæst ved at fremkalde en Vane til at drage mangen overtroisk Mening i Tvivl, fremdeles ved at vise en stor Deel af Naturvirkninger som ordnede efter Love, senere ved at vise disse Loves Eenhed, Sammenhæng og uindskrænkede Omfang, endelig ved at vise deres Nødvendighed, og at denne er en Fornuftsnødvendighed, en uforanderlig Guddomsvillie."
Han sluttede afsnittet med følgende altsigende slutning:
"Saaledes udelukker da den sande Naturvidenskab saavel Vantroen som Overtroen."

## Betydning
Hvad der giver Ørsteds filosofiske frembringelser deres store betydning, er ikke blot dette, at vi her har udtalelser af en mand, der forbandt en overordentlig klar og skarp, ved naturvidenskabelige sysler trænet tænkning med det reneste og ædleste sind og en for alle livets forhold åben sans og varm interesse; men hertil kommer endnu, at forfatteren levede netop på overgangstiden mellem den såkaldte rationalistiske og den romantiske periode, påvirket af begge, men, som det synes, nærmest forenende begge perioders gode sider i sig uden i nævneværdig grad at være smittet af nogen af de to retningers ensidigheder. Der vil derfor sikkert komme tider, da hans afhandlinger, som for øjeblikket næppe have nogen udstrakt læsekreds, atter ville tiltrække sig den opmærksomhed, de i så høj grad fortjene.
Og dette af endnu en grund. Thi ligesom forfatteren vedholdende syslede med studiet af det skønne, således nærede han også den varmeste interesse for kunst og poesi. Han skrev derfor ikke blot selv digte og æstetiske recensioner; men han interesserede sig tillige i overordentlig grad for et rent og smukt sprog og en smuk fremstillingsform, og ligesom han med udpræget smag og dygtighed virkede som sprogrenser, således er også alle hans afhandlinger sande mønstre på ypperlig sprogbehandling. Her er ingen uklare kunstord og ingen tilslørende blomstertale. Selv de vanskeligste spørgsmål er her behandlede i så rammende jævne og naturlige udtryk, at den opmærksomme læser uden særlige forudsætninger føres til forståelse uden at ane, at det alene er forfatterens mesterlige fremstillingskunst, der har gjort det hele let som en leg.